# John C. Fleming
John Calvin Fleming, född 5 juli 1951 i Meridian i Mississippi, är en amerikansk republikansk politiker. Han var ledamot av USA:s representanthus mellan 2009 och 2017.
Fleming avlade 1973 kandidatexamen och 1976 läkarexamen vid University of Mississippi. Han tjänstgjorde i USA:s flotta 1976–1982. Fleming besegrade demokraten Paul Carmouche i kongressvalet 2008.